# Стубленица
Стубленица је насеље у Србији у општини Уб у Колубарском округу. Према попису из 2022. било је 746 становника. Овде се налази Црква Светог пророка Илије у Стубленици као и петља Уб преко које се улази на ауто-пут "Милош Велики".

## Демографија
У насељу Стубленица живи 799 пунолетних становника, а просечна старост становништва износи 41,6 година (40,5 код мушкараца и 42,8 код жена). У насељу има 319 домаћинстава, а просечан број чланова по домаћинству је 3,13.
Ово насеље је великим делом насељено Србима (према попису из 2002. године), а у последња три пописа, примећен је пораст у броју становника.
|  |

| Демографија | Демографија | Демографија |
| Година      | Становника  | Становника  |
| ----------- | ----------- | ----------- |
| 1948.       | 1.378       |             |
| 1953.       | 1.382       |             |
| 1961.       | 1.295       |             |
| 1971.       | 1.265       |             |
| 1981.       | 1.121       |             |
| 1991.       | 997         | 984         |
| 2002.       | 999         | 1.023       |

| Етнички састав према попису из 2002.‍ | Етнички састав према попису из 2002.‍ | Етнички састав према попису из 2002.‍ | Етнички састав према попису из 2002.‍ | Етнички састав према попису из 2002.‍ |
| ------------------------------------ | ------------------------------------ | ------------------------------------ | ------------------------------------ | ------------------------------------ |
|                                      |                                      |                                      |                                      |                                      |
| Срби                                 | Срби                                 |                                      | 993                                  | 99,39%                               |
| Хрвати                               | Хрвати                               |                                      | 1                                    | 0,10%                                |
| Муслимани                            | Муслимани                            |                                      | 1                                    | 0,10%                                |
| Македонци                            | Македонци                            |                                      | 1                                    | 0,10%                                |
| непознато                            | непознато                            |                                      | 1                                    | 0,10%                                |

| Година пописа     | 1948. | 1953. | 1961. | 1971. | 1981. | 1991. | 2002. |
| ----------------- | ----- | ----- | ----- | ----- | ----- | ----- | ----- |
| Број домаћинстава | 231   | 260   | 288   | 289   | 304   | 290   | 319   |

| Број чланова      | 1  | 2  | 3  | 4  | 5  | 6  | 7 | 8 | 9 | 10 и више | Просек |
| ----------------- | -- | -- | -- | -- | -- | -- | - | - | - | --------- | ------ |
| Број домаћинстава | 75 | 68 | 45 | 61 | 32 | 25 | 7 | 5 | 0 | 1         | 3,13   |

| Пол    | Укупно | Неожењен/Неудата | Ожењен/Удата | Удовац/Удовица | Разведен/Разведена | Непознато |
| ------ | ------ | ---------------- | ------------ | -------------- | ------------------ | --------- |
| Мушки  | 428    | 133              | 241          | 39             | 12                 | 3         |
| Женски | 404    | 62               | 242          | 96             | 3                  | 1         |
| УКУПНО | 832    | 195              | 483          | 135            | 15                 | 4         |

| Пол    | Укупно                    | Пољопривреда, лов и шумарство | Рибарство                            | Вађење руде и камена | Прерађивачка индустрија       |
| ------ | ------------------------- | ----------------------------- | ------------------------------------ | -------------------- | ----------------------------- |
| Мушки  | 271                       | 122                           | 0                                    | 30                   | 55                            |
| Женски | 149                       | 87                            | 0                                    | 2                    | 25                            |
| УКУПНО | 420                       | 209                           | 0                                    | 32                   | 80                            |
| Пол    | Производња и снабдевање   | Грађевинарство                | Трговина                             | Хотели и ресторани   | Саобраћај, складиштење и везе |
| Мушки  | 2                         | 19                            | 10                                   | 0                    | 14                            |
| Женски | 2                         | 1                             | 10                                   | 4                    | 2                             |
| УКУПНО | 4                         | 20                            | 20                                   | 4                    | 16                            |
| Пол    | Финансијско посредовање   | Некретнине                    | Државна управа и одбрана             | Образовање           | Здравствени и социјални рад   |
| Мушки  | 0                         | 6                             | 2                                    | 2                    | 0                             |
| Женски | 0                         | 0                             | 2                                    | 4                    | 4                             |
| УКУПНО | 0                         | 6                             | 4                                    | 6                    | 4                             |
| Пол    | Остале услужне активности | Приватна домаћинства          | Екстериторијалне организације и тела | Непознато            | Непознато                     |
| Мушки  | 2                         | 0                             | 0                                    | 7                    | 7                             |
| Женски | 1                         | 1                             | 0                                    | 4                    | 4                             |
| УКУПНО | 3                         | 1                             | 0                                    | 11                   | 11                            |